# David McKenna
David McKenna (San Diego, 14 agosto 1968) è uno sceneggiatore, produttore cinematografico e produttore televisivo statunitense.

## Filmografia

### Sceneggiatore

#### Cinema
- American History X, regia di Tony Kaye (1998)
- Body Shots, regia di Michael Cristofer (1999)
- La vendetta di Carter (Get Carter), regia di Stephen Kay (2000)
- Blow, regia di Ted Demme (2001)
- Bully, regia di Larry Clark (2001)
- S.W.A.T. - Squadra speciale anticrimine (S.W.A.T.), regia di Clark Johnson (2003)

#### Televisione
- E-Ring - serie TV, 5 episodi (2005-2006)

#### Videogiochi
- Scarface: The World Is Yours (2006)

### Produttore

#### Cinema
- American History X, regia di Tony Kaye (1998)
- Bully, regia di Larry Clark (2001) - non accreditato

#### Televisione
- E-Ring - serie TV (2005-2006) - produttore esecutivo